# Delta (Missouri)
Delta è un comune degli Stati Uniti d'America, situato nello Stato del Missouri, nella contea di Cape Girardeau.